# Боков Володимир Анатолійович
Володимир Анатолійович Боков (20 липня 1927, село Бурнаші Романово-Борисоглібського повіту Ярославської губернії, тепер Ярославської області, Російська Федерація — 25 липня 2021, місто Новосибірськ, тепер Російська Федерація) — радянський діяч, голова Новосибірського облвиконкому. Депутат Верховної ради РРФСР 10—11-го скликань. Народний депутат Росії. Депутат Державної думи Російської Федерації І-го скликання (1993—1995).

## Біографія
У 1948 році закінчив Рибинський авіаційний технікум Ярославської області.
У 1948—1954 роках працював формувальником, заливником, технологом, майстром, старшим майстром на авіаційному (моторобудівному) заводі імені Баранова в місті Омську.
Член КПРС з 1954 року.
У 1954 році без відриву від виробництва закінчив фізико-математичний факультет Омського педагогічного інституту, викладач-педагог.
У 1954—1958 роках — секретар партійної організації моторобудівного заводу в місті Омську; інструктор, завідувач відділу, секретар Октябрського районного комітету КПРС міста Омська.
У 1958—1963 роках — заступник завідувача відділу партійних органів Омського обласного комітету КПРС.
У 1963—1965 роках — секретар партійного комітету моторобудівного заводу імені Баранова в місті Омську.
У 1965—1967 роках — 1-й секретар Центрального районного комітету КПРС міста Омська.
У 1967—1973 роках — завідувач відділу легкої та харчової промисловості Омського обласного комітету КПРС; завідувач відділу організаційно-партійної роботи Омського обласного комітету КПРС.
У 1973—1979 роках — інструктор відділу організаційно-партійної роботи ЦК КПРС.
У 1979 — грудні 1983 року — 2-й секретар Новосибірського обласного комітету КПРС.
12 грудня 1983 — 26 листопада 1991 року — голова виконавчого комітету Новосибірської обласної ради народних депутатів.
У 1990—1993 роках — народний депутат РРФСР (Російської Федерації). Член комісії Ради Національностей Верховної Ради РРФСР з національно-державного устрою та міжнаціональних відносин. Входив до фракції «Комуністи Росії».
У 1993—1995 роках — депутат Державної думи Федеральних Зборів Російської Федерації 1-го скликання. Був членом фракції КПРФ, комітету з організації роботи Держдуми, комісії з депутатської етики.
Потім — на пенсії в Новосибірську. Помер 25 липня 2021 року в Новосибірську. Похований на Заєльцовському цвинтарі.

## Нагороди
- два ордени Трудового Червоного Прапора
- орден «Знак Пошани»
- орден Дружби народів
- пам'ятний знак «За працю на благо міста» (Новосибірськ, 2013)
- медалі